# Tomé de Sousa
Tomé de Sousa (en orthographe archaïque Thomé de Souza) (né en 1503 à Rates (freguesia de Sousa (Felgueiras) — mort en 1579) est un important militaire et homme politique portugais. 

## Biographie
Apparenté à la maison royale, d'une famille établie dans la cosmopolite Lisbonne de l'époque, le fidalgo portugais laissa derrière lui amis, sécurité et confort pour s'aventurer sur une terre sauvage et inconnue où beaucoup déjà ont perdu la vie, victimes d'étranges maladies et, plus rarement, des indigènes.
Sa mission : fonder une ville fortifiée dans la région de Bahia, afin d’assurer la domination portugaise sur tout le littoral brésilien alors menacé par des trafiquants français et espagnols ; mais aussi apporter l'appui militaire nécessaire aux provinces données par le roi aux colons, les  capitaineries, contre les invasions et attaques indiennes.
Le 7 janvier 1549, Tomé de Sousa est nommé gouverneur général de la province de Bahia et de toutes les autres grâce à ses liens de parenté avec Martim Afonso de Sousa, ami d’enfance du roi Jean III de Portugal. Accompagné des premiers missionnaires jésuites au Brésil dirigés par Manuel da Nóbrega, il part du Portugal le 2 février 1549. Ils arrivent au Brésil le 27 mars de la même année et fondent la ville de Salvador. Elle fut construite et inaugurée le jour de la Toussaint.
Tomé de Sousa avait amené avec lui un document important sur lequel étaient inscrits ses droits et devoirs de gouverneur général tels que défendre le territoire, entrer en contact avec les indigènes et tenter de les évangéliser, explorer le sertão, ou encore veiller aux intérêts économiques de la couronne. Il eut quelques difficultés à installer son gouvernement et entra dans une lutte administrative pour la reconnaissance de son pouvoir.
Son mandat prit fin en 1553 et il quitta le Brésil.